# Pandita Ramabai
Pandita Ramabai Sarasvati coniugata Medhavi (in marathi पंडिता रमाबाई सरस्वती?; Mangalore, 23 aprile 1858 – Pune, 5 aprile 1922) è stata una storica, pedagogista e attivista indiana.

## Biografia
Nacque in una famiglia braminica di lingua marathi che le insegnò il bhakti marga, ovvero una pratica devozionale dell'Induismo. Rimasta orfana di entrambi i genitori, nel 1878 si recò a Calcutta, dove assunse i titoli di pandita (il più alto riconoscimento per un maestro, per la prima volta conferito ad una donna) e saraswati per via dell'ottima conoscenza del sanscrito e dei testi sacri induisti. Nel 1880 sposò il bengalese Bipin Behari Das Medhavi. Il matrimonio fu anticonvenzionale, in quanto suo marito apparteneva alla casta shudra, di rango inferiore rispetto a quella dei bramini.
Rimasta vedova dopo appena 16 mesi di matrimonio e con una figlia a carico, Ramabai si rese subito conto delle ingiuste condizioni sociali delle donne indiane. Fondò quindi l'Arya Mahila Samaj, una scuola dove venivano insegnati ai docenti i metodi educativi per le donne. Ramabai ebbe quindi l'opportunità di studiare la lingua inglese e la medicina. Conobbe Nehemiah Goreh, un induista convertitosi al Cristianesimo, scelta che intraprese anche lei.
Giunte in Inghilterra, Ramabai e sua figlia risiedettero presso la Comunità di Santa Maria Vergine di Wantage, quindi Ramabai insegnò al College femminile di Cheltenham diretto da Dorothea Beale, per poi recarsi negli Stati Uniti dove si avvicinò al metodo pedagogista di Friedrich Fröbel, di cui scrisse sei libri in lingua marathi. Spinta dalla volontà di creare un sistema educazionale per il suo paese, fondò a Bombay lo Sharada Sadan ("Casa e apprendimento", in seguito rinominato Mukti che significa "salvezza"), che divenne presto un punto di riferimento per le donne oppresse e stremate dalla fame alle quali veniva insegnata la religione cristiana. Questo progetto educativo fu aspramente criticato in India anche dai riformisti moderati e dai cristiani che avevano mostrato una flessibilità maggiore.
Tramite la sua attività di evangelizzazione, Ramabai tradusse la Bibbia in marathi e fu autrice di opere a tema teologico-sociale come The Duties of Women, A Testimony, High Class Hindu Woman e Conditions of Life in the United States. Fu la prima donna a parlare al Congresso Nazionale Indiano e si attivò per i diritti delle donne del suo paese.

## Il pensiero
Ramabai anticipò molte tematiche che vennero in seguito affrontate in ambito teologico, politico e sociale. Cercò di esaminare ogni dottrina e credo cristiano da donna indiana alla luce delle sacre scritture dibattendo con i principali teologi dell'epoca come Charles Gore. Evitò di ragionare secondo gli stereotipi di genere e di etnia del suo tempo, restando attenta alle questioni testuali e alle esposizioni bibliche e sistematiche. Il suo impegno nell'aiutare le giovani donne rimaste vedove la portò a criticare la divisione tra l'interpretazione accademica della religione e la sua messa in pratica.
Influenzata dalla didattica di Fröbel, Ramabai credeva che il maestro non dovesse insegnare la verità o impartire elenchi di nozioni, ma favorire la scoperta attiva della conoscenza da parte dei suoi allievi. Molti dei suoi studenti fungevano da insegnanti per i nuovi arrivati, e veniva data loro la possibilità di studiare sia la Bibbia che i testi sacri dell'Induismo, una pratica estremamente rara all'epoca, in modo che potessero fare le loro scelte in maniera indipendente.
Presso la sua scuola conviveva un sincretismo religioso tra Cristianesimo e pratiche induiste. Durante la messa veniva suonato il sitar, e i Salmi e molte canzoni cristiane furono adattati allo stile tradizionale indiano dal poeta Narayan Waman Tilak. Tutto ciò contribuiva a esaltare la parte migliore di diverse culture in una concezione apartitica. Il suo operato sfidò le convenzioni sociali del suo tempo, ad esempio favorendo i matrimoni tra caste diverse o rifiutando la vedovanza convenzionale.